# Caputanurininae
Caputanurininae (Капутануринины) — подсемейство ногохвосток (Collembola) из семейства Neanuridae. Содержит 2 рода и более 10 видов.

## История
Подсемейство было выделено в Южной Корее в 1983 году корейским учёным Б.-Х Ли (Lee, Byeong-Hun).

## Распространение
Встречаются в Корее и на Дальнем Востоке России (Приморский край).

## Рода и виды
Род Caputanurina Lee, 1983
- Caputanurina intermedia Najt, Weiner, 1992
- Caputanurina major Najt, Weiner, 1992
- Caputanurina serrata Lee, 1983
- Caputanurina sexdentata Najt, Weiner, 1992
- Caputanurina sinensis Wu, Yin, 2007
- Caputanurina turbator Najt, Weiner, 1992

Род Leenurina Najt, Weiner, 1992
- Caputanurina jasii Najt, Weiner, 1992
- Caputanurina khualaza Deharveng, Bedos, Weiner, 2011
- Caputanurina nana (Lee, B-H, 1983) Najt, Weiner, 1992
- Caputanurina pomorskii Deharveng, Bedos, Weiner, 2011